# 仁内建之
仁内 建之（じんない たつゆき、1933年2月21日 - 2000年4月12日）は、日本の男性俳優、声優。北海道帯広市出身。最終所属はテアトル・エコー。
旧芸名、仁内 達之（読み同じ）。初期は本名の宝達 晃一（ほうたつ こういち）名義で活動していた。娘は音楽家の宝達奈巳。

## 略歴
日本大学芸術学部演劇学科卒業。
劇団中芸、東京俳優生活協同組合、東京芸術座、プロダクションTHC、江崎プロダクションを経て、テアトル・エコー所属。
2000年4月12日、死去。心不全による急逝だったという。67歳没。

## 人物
1950年代後半から1990年代にかけて活躍。主に吹き替えに出演し、ジョン・カサヴェテスなどを持ち役としていた。
特徴的な声質であり、役柄としては、軍人をはじめ、偉い立場にある悪役、一筋縄ではいかない人物役を演じることが多かった。慇懃無礼な、腹にひちもつもってそうな人物役で知られていた。アニメでは『勇者ライディーン』のダルダンや『らんま1/2』の九能校長などを演じている。
小林優子によると、普段はクールで紳士的だが飲むと熱く色々語る性格だったという。
趣味・特技は柔道。

### エピソード
『太陽の牙ダグラム』では、ヘルムート・J・ラコック役を担当。キャラクターの「定型的な悪役と異なり、暴力的でなく頭がよくて冷酷さを持つ」声のイメージから、監督の高橋良輔によって直接オファーを受け演じることになったという。なお、オファーを受けた当初は年齢的な問題から当惑していたという。
晩年は中村吉右衛門の4代目『鬼平犯科帳』のナレーターを亡くなるまで務めた。

## 後任
仁内の死後、持ち役を引き継いだ人物は以下の通り。
| 後任     | 役名                                          | 概要作品                         | 後任の初担当作品                           |
| -------- | --------------------------------------------- | -------------------------------- | ------------------------------------------ |
| 能村太郎 | ナレーション                                  | 『鬼平犯科帳』                   | 第9シリーズ                                |
| 中尾隆聖 | ヘルムート・J・ラコック                       | 『太陽の牙ダグラム』             | 『SUNRISE WORLD WAR Fromサンライズ英雄譚』 |
| 中尾隆聖 | アマンダラ・カマンダラ / オルドナ・ポセイダル | 『重戦機エルガイム』             | 『SUNRISE WORLD WAR Fromサンライズ英雄譚』 |
| 土師孝也 | ステンゲル                                    | 『西部悪人伝』                   | 2003年版DVD追加録音部分                    |
| 大塚芳忠 | 九能校長                                      | 『らんま1/2』                    | 『らんま1/2 悪夢!春眠香』                  |
| 小原雅人 | ポール・クラマー親衛隊隊長                    | 『荒鷲の要塞』（日本テレビ新版） | ムービープラス版追加録音部分               |

## 出演（俳優）

### テレビドラマ
- グリーン劇場 第8回「私にも言わせて欲しい」（1960年、TBS）　※宝達晃一でクレジット
- 新選組血風録 第25話「流山」（1965年、NET / 東映） - 佐藤家に来た官軍隊長　※宝達晃一でクレジット
- われら九人の戦鬼（1966年、NET / 東映） - 山賊の副首領・咬竜院　※宝達晃一でクレジット
- 俺は用心棒 第16話「志士の写本」（1967年、NET / 東映） - 見廻組・酒井源之助　※宝達晃一でクレジット
- 待っていた用心棒 第26話「山なみの彼方へ」（1968年、NET / 東映） - 侍・高山
- 特別機動捜査隊 第410話「蒼い母の復讐」（1969年、NET / 東映） - 杉波
- 帰って来た用心棒 第32話「失踪」（1969年、NET / 東映）
- 天を斬る 第11話「伜は武士」（1969年、NET / 東映） - 丹波の郷士・熊切
- 右門捕物帖 第17話「十七番手柄 江戸番外侍」（1970年、NTV / 東宝）　※中村吉右衛門版
- 女殺し屋 花笠お竜 第22話「長脇差から愛をこめて」（1970年、12ch / 国際放映）
- 鬼平犯科帳 第1シリーズ （NET / 東宝）　※松本白鸚版
  - 第31話「女の毒」（1970年）‐ 田町の弥七
  - 第45話「夜鷹殺し」（1970年）‐ 町方同心
  - 第53話「おせん」（1970年）‐ 竹中同心
- 旗本退屈男（NET / 東映）　※高橋英樹版
  - 第5話「百化け河岸」（1970年）
  - 第25話「花の諸羽流」（1971年）
- 人形佐七捕物帳 第5話「折れた扇子」（1971年、NET / 東宝） - 大木新八郎　※林与一版
- 大忠臣蔵 第45話「目指すは本所松坂町」（1971年、NET / 三船プロ）
- おらんだ左近事件帖 第5話「叶屋おしま」（1971年、CX / 東宝）
- 無宿侍 第13話「ふたり幻之介」（1973年、CX / 国際放映）
- 太陽にほえろ! 第353話「ラストチャンス」（1979年、NTV / 東宝）
- Gメン'82　第13話「赤いサソリVS香港少林寺」（吹き替え）
- きっと明日は（1996年 - 1997年、NHK-ETV） - 桑原甚兵衛
- 鬼平犯科帳（CX / 松竹） - ナレーター　※中村吉右衛門版
  - 第7シリーズ（1997年）
  - 第8シリーズ（1998年）

## 出演（声優）

### 吹き替え

#### 映画
- 哀愁の花びら（リヨン・バーク〈ポール・バーク〉）
- アイスマン（ウィットマン〈ジョセフ・ソマー〉）
- 愛のメモリー（ロバート・ラサール〈ジョン・リスゴー〉）
- 愛は霧のかなたに（ハワード・ダウド）※ソフト版
- アウト・フォー・ジャスティス（フランキー）※ソフト版
- 悪魔の性・全裸美女惨殺の謎（警部〈レナート・デ・カルミネ〉）
- 明日よさらば（ハンク・マッケイン〈ジョン・カサヴェテス〉）
- あなたが寝てる間に…（オックス・キャラハン〈ピーター・ボイル〉）
- アパッチ ※フジテレビ版
- アビス（ディマルコ准将）※ソフト版
- アラスカ/小さな冒険者たち（ベン）
- 荒鷲の要塞（クラマー〈アントン・ディフリング〉）
- アリゲーター2（ヴィンセント・”ヴィニー”・ブラウン〈スティーヴ・レイルズバック〉）※VHS版
- 生き残るヤツ（ハリー、刑事）
- いまを生きる（ニールの父〈カートウッド・スミス〉）※ソフト版
- インディ・ジョーンズ/最後の聖戦（フォーゲル大佐〈マイケル・バーン〉）※テレビ朝日版
- インフェルノ（カザニアン〈サッシャ・ピエトフ〉）※TBS版
- ウィンチェスター銃'73 ※NET版
- 宇宙からのツタンカーメン（プラマー警部）
- エアポート'80（ハルパーン〈ロビン・ギャメル〉）
- エイミー（エドガー・ワンバック）
- エミールと探偵たち（シラー巡査部長）
- エリックの青春
- オーバー・ザ・トップ（ルーカー〈テリー・ファンク〉）※フジテレビ版
- オーメン（ジェニングス〈デビッド・ワーナー〉）※TBS版
- 黄金無頼（スティール・ドウニー）
- 狼たちの絆（ジャン＝ポール）
- 狼は天使の匂い（マッカーシー〈ロバート・パーティ〉）
- 大空を裂くジェット野郎（ベルガミーニ）
- おかしなおかしな大冒険（コリンズ大佐〈ハンス・メイヤー〉）
- おかしな関係（FBIチーフエージェント〈ポール・コミ〉）
- 男の闘い（ジェームス〈リチャード・ハリス〉）
- カーリー・スー（バーナード・オックスバー〈フレッド・トンプソン〉）※ソフト版
- 海外特派員（スティーブン・フィッシャー〈ハーバート・マーシャル〉）
- 怪人カリガリ博士（カリガリ〈ダン・オハーリー〉）
- カサブランカ（ヴィクトル・ラズロ〈ポール・ヘンリード〉）※NET版
- 火星人地球大襲撃（大臣〈エドウィン・リッチフィールド〉）※NET版
- カプリコン・1（ポール・カニンガム〈ポール・ハネイ〉）※テレビ朝日版
- ガンバス（カニング少佐）※VHS版
- ガンマン無頼（マクレオド〈ホセ・グアルディオラ〉）※テレビ東京版
- キャノンボール3 新しき挑戦者たち（老人〈リー・ヴァン・クリーフ〉、リチャード・ペティ）※TBS版
- Q&A（ケヴィン・クイン〈パトリック・オニール〉）※ソフト版
- 恐怖に襲われた街（モアサック）
- キングサイズ（ボンバリア〈ヴィトルト・プィルコシュ〉）
- 空爆大作戦（ジョージ・テイラー中将〈ヴァン・ジョンソン〉）※日本テレビ版
- 唇からナイフ（ポール〈マイケル・クレイグ〉）
- グッドマン・イン・アフリカ（アーサー・ファンショー〈ジョン・リスゴー〉）
- グッドモーニング, ベトナム（リチャード・ニクソン）※VHS版
- クラス・オブ・1999（ハーディン〈ジョン・P・ライアン〉）※ソフト版
- グランドゼロ（トレビルコック〈ジャック・トンプソン〉）
- クレオパトラ（ルフィオ〈マーティン・ランドー〉）※日本テレビ版
- 刑事ニコ/法の死角（ブランカ）※TBS版
- ケオマ・ザ・リベンジャー（サム・シャノン）
- 激戦地（ハプキ少佐）
- 恋のためらい/フランキーとジョニー（ニック〈ヘクター・エリゾンド〉）
- 荒野の七人・真昼の決闘（アンディ・ヘイズ大尉〈ジェームズ・シッキング〉）
- 荒野の用心棒（ジョン・バクスター保安官〈ウォルフガング・ルスキー〉）※TBS新録版
- 最後の栄光（ラズロ）
- 砂塵に血を吐け（ウッド判事〈カルロ・ダンジェロ〉）
- 殺人者（ルビンスキー〈サム・レヴェン〉）
- ザ・プレイヤー（ジョー・レヴィソン〈ブライオン・ジェームズ〉）※ソフト版
- 猿の惑星・征服（ホスキンズ）
- サンフランシスコ大空港（アマト）
- シー・オブ・ラブ（警部補〈ジョン・スペンサー〉）※テレビ朝日版
- 地獄のバスターズ（チャールズ・トーマス・バックナー大佐〈イアン・バネン〉[19]）※日本テレビ版
- 史上最大の作戦（ロバート・ヘインズ少将〈メル・ファーラー〉）※日本テレビ版
- 死の接吻（ニック・ビアンコ〈ヴィクター・マチュア〉）
- ジャッカルの日（ローラン大佐〈ミシェル・オークレール〉、カルスロップ）※日本テレビ版・テレビ朝日版
- ジャッキー・チェンの醒拳（チン・ペイ[20]）※劇場公開版
- 13日の金曜日 完結編
- ショーシャンクの空に（サミュエル・ノートン署長〈ボブ・ガントン〉）※ソフト版
- 勝利への脱出（ナチスドイツ収容所所長）
- シルバー・サドル 新・復讐の用心棒（ルーク・バレット、シェップ、トム）
- 白いドレスの女（エドマンド・ウォーカー〈リチャード・クレンナ〉）
- 仁義（サンティ〈フランソワ・ペリエ〉）
- 新・猿の惑星（アルマンド〈リカルド・モンタルバン[21]〉）
- 新シャーロック・ホームズ おかしな弟の大冒険（フランス人）
- 人造人間クエスター（マイケルズ博士〈ロバート・ダグラス〉）
- スイッチバック 追跡者（バック・オルムステッド保安官〈R・リー・アーメイ〉）
- スクワーム（ジム・レストン）
- スター!（リカルド・オールドリッチ〈リチャード・クレンナ〉）
- スター・ウォーズ エピソード5/帝国の逆襲（ファーマス・ピエット提督〈ケネス・コリー〉）※テレビ朝日版
- スター・ウォーズ エピソード6/ジェダイの復讐（ファーマス・ピエット提督〈ケネス・コリー〉）※日本テレビ版
- スタートレックV 新たなる未知へ（Mr.スポック〈レナード・ニモイ〉）※機内上映版
- スタートレックVI 未知の世界（Dr.マッコイ〈デフォレスト・ケリー〉）※VHS版
- 西部悪人伝（ステンゲル〈フランコ・レアッセル〉）
- 0011ナポレオン・ソロ ミニコプター作戦
- 戦場にかける橋 ※フジテレビ版
- 潜水艦X-1号（ロバート・タルボット・ゴーガン大尉〈ウィリアム・ダイサート〉）
- 戦闘機対戦車（救援隊隊長、兵士）
- 戦慄!呪われた夜（カーウィン判事〈ドン・ゴードン〉）
- 続・荒野の1ドル銀貨（パコ・フエンテス〈ジョージ・マーティン〉）※TBS版
- ダークエンジェル（ウォーレン〈サム・アンダーソン〉）
- ターナー&フーチ/すてきな相棒（ハワード・ハイド〈クレイグ・T・ネルソン〉）※機内上映版
- ターミナル・ベロシティ（レックス）※テレビ朝日版
- 第三の男（ペイン軍曹〈バーナード・リー〉）※日本テレビ版
- 大脱出（チャールズ・ウォールディング〈ジョン・ヴァーノン〉）
- 大脱走（“白イタチ”ウェルナー〈ローベルト・グラフ〉）※フジテレビ版
- 大盗賊（フェレサック〈フィリップ・ルメール〉）※ソフト版
- タイトロープ（リアンダー・ロルフ〈マルコ・セント・ジョン〉）※テレビ朝日版
- 大反撃（ベイカー軍曹〈マイケル・コンラッド〉）
- ダウンタウン（ジェローム・スイート〈デヴィッド・クレノン〉）
- 黄昏のチャイナタウン（ルー・エスコバー警部）
- 007/私を愛したスパイ（カーター〈シェーン・リマー〉）※TBS新録版
- 007/消されたライセンス（ミルトン・クレスト〈アンソニー・ザーブ〉）※ANA機内上映版
- ダントン（マクシミリアン・ロベスピエール〈ヴォイチェフ・プショニャック〉）
- 地下室のメロディー（ルイ・ノーダン〈モーリス・ビロー〉）※テレビ東京新録版
- 沈黙の戦艦（ガーザ大佐〈デイル・ダイ〉）※テレビ朝日版
- ツインズ ※テレビ朝日版
- デス・ゲーム2025（ダグラス〈ビル・スミトロヴィッチ〉）
- テスタメント
- テレマークの要塞（クヌート・ストラウド〈リチャード・ハリス〉）※TBS版
- 天使にラブ・ソングを…（テイト）※ソフト版
- トーク・レディオ ※TBS版
- ドイツ戦車軍団撃滅作戦（ディーン軍曹）
- ドク・ハリウッド ※テレビ朝日版
- 特攻サンダーボルト作戦（ガッド・ヤコビ）
- 飛べ!フェニックス（ワトソン軍曹）※フジテレビ版
- 砦の29人（スコッティ・マカリスター〈ビル・トラヴァース〉）※TBS版
- ナイトメア・シティ（ウォーレン・ホームズ少佐〈フランシスコ・ラバル〉）
- 摩天楼はバラ色に（アート・トーマス）※TBS版
- ネレトバの戦い（クランツァー大佐〈ハーディ・クリューガー〉）※TBS版
- パウダー（スティプラー〈レイ・ワイズ〉）
- 爆走!キャノンボール（ウルフ・メッサー〈ジェームズ・キーチ〉）
- 裸の銃を持つ男（ヴィンセント・ラドウィッグ〈リカルド・モンタルバン〉）※TBS版
- バックドラフト（マーティン・スウェイザック議員〈J・T・ウォルシュ〉）※フジテレビ版
- パットン大戦車軍団（ホバート・カーヴァー准将〈マイケル・ストロング〉）※LD版
- 花嫁のパパ（アル〈リチャード・ポートナウ〉）
- バニシングin60″ ※日本テレビ版
- パニック・イン・SST/デス・フライト（エリック・ブレント）
- パニック・イン・スタジアム（グリーン）※日本テレビ版
- バラの肌着（マイク・ヘイゲン〈グレゴリー・ペック〉）
- パリは燃えているか（シーバート将軍〈ロバート・スタック〉）
- バロン（ホレィシオ・ジャクソン参謀長〈ジョナサン・プライス〉）※ソフト版
- ハワイ（レーファー・ホクスワース船長〈リチャード・ハリス〉）※TBS版
- ビートルジュース
- ビッグ・ビジネス（ハント・シェルトン、チック・ハーン）※VHS版
- ビバリーヒルズ・コップ2（チャールズ・ケイン〈ディーン・ストックウェル〉）※フジテレビ版
- フューリー（チルドレス〈ジョン・カサヴェテス〉）
- フランケンシュタイン/娘の復讐（チャールズ・マーシャル）
- プリティ・ウーマン（Mr.ホリスター〈ラリー・ミラー〉）※ソフト版
- ブルースチール（メル・ドーソン弁護士〈リチャード・ジェンキンス〉）※フジテレビ版
- ブルース・ブラザース（マッケルロイ〈チャールズ・ネイピア〉）※フジテレビ新録版
- ブレイクアウト（弁護士）
- 北京の55日（ホフマン〈ウォルター・ゴテル〉）
- ベビーシッター・アドベンチャー ※フジテレビ版
- ヘルショック 戦慄の蘇生実験（オルラ教授）
- ヘルハウス（ハンレー）
- ヘルファイター（ジョージ・ハリス〈エドワード・フォークナー〉）
- ベルボーイ狂騒曲/ベニスで死にそ〜（スカルパ〈アンドレアス・カツーラス〉）
- ホーム・アローン（ビデオのギャング〈ラルフ・フーディー〉）※ソフト版
- ホーム・アローン2（ビデオのギャング〈ラルフ・フーディー〉）※ソフト版
- 暴力教室（リチャード・ダディエ〈グレン・フォード〉）※テレビ新録版
- 北西騎馬警官隊（ジム・ブレット軍曹〈プレストン・フォスター〉）
- 誇り高き戦場（アーント大佐〈アントン・ディフリング〉）※TBS新録版
- 誇りと情熱（アンソニー・トランベル〈ケーリー・グラント〉）※TBS版
- 星空の用心棒（コッブ〈コンラード・サン・マルティン〉）※TBS版
- 星の国から来た仲間（ウーバーマン）※劇場公開版
- ポセイドン・アドベンチャー（リナルコス〈フレッド・サドフ）※TBS版・テレビ朝日版
- ホット・ショット2（エドワーズ上院議員〈ミッチェル・ライアン〉）※テレビ朝日版
- ホッファ（ソリー・スタイン）
- 炎と剣（ブラック卿〈ジェームズ・メイソン〉）
- 炎の大捜査線（看守長）
- 間違えられた男（フランク・オコナー〈アンソニー・クエイル〉）
- M★A★S★H マッシュ（メリル大佐）※LD版
- マッドボンバー（ジェロニモ・ミネリ〈ヴィンス・エドワーズ〉）
- マニトウ（ジャック・ヒューズ医師）
- マネー・ピット（ウォルターの父）※TBS版
- マンハント（コリンズ所長〈ヘンリー・シルヴァ〉）
- ミクロの決死圏 ※テレビ東京版
- ミサイル空爆戦隊（バニング軍曹〈ロバート・ランシング〉）※テレビ新録版
- ミュータント・タートルズ（スターンズ署長〈レイモンド・セラー〉）※VHS版
- 名犬ラッシー（サム・ガーランド〈フレデリック・フォレスト〉）
- 名誉と栄光のためでなく（ボアフラ〈モーリス・ロネ〉）※日本テレビ版
- メジャーリーグ（エディ・ハリス〈チェルシー・ロス〉）※日本テレビ版
- メン・オブ・ウォー（メリック大佐〈ケヴィン・タイ〉）
- もういちど殺して/キル・ミー・アゲイン（ジョンジー〈ジョー・カーベリー〉）※VHS版
- 燃えよNINJA（ヴェナリウス〈クリストファー・ジョージ〉）
- 勇気ある追跡（ネッド・ペッパー〈ロバート・デュヴァル〉）※テレビ東京版
- ゆりかごを揺らす手（ブルース・シルヴァーマン）※ソフト版
- ラルフ一世はアメリカン（ゴードン）
- ランボー（レスター）※日本テレビ旧録版
- リオの男（警部〈ダニエル・チェカルディ〉）※TBS版
- 掠奪の町（トッド〈グレン・フォード〉）
- ルーキー（パウエル〈ハル・ウィリアムス〉）※ソフト版
- レインマン（マーストン博士〈バリー・レヴィンソン〉）※ソフト版
- レッド・サン（坂口備前守）※TBS版
- レマゲン鉄橋（パティソン中尉、ナレーション）※TBS版
- ロボコップ2（ケイン〈トム・ヌーナン〉）※20世紀フォックス版
- ロンゲスト・ヤード（クナウアー看守長〈エド・ローター〉）※東京12チャンネル版
- ヤング・ヒーロー/最前線ドイツ機甲軍総反撃（イオネスク〈コーネル・コーマン〉）
- ワイルドカントリー（アブクロス〈モーガン・ウッドワード〉）
- 鷲と鷹（マルケット〈カーウィン・マシューズ〉）
- 鷲は舞いおりた

#### ドラマ
- 悪魔の手ざわり #11（テイラー医師）
- アボンリーへの道
- アメリカン・ヒーロー #3（カーライル部長〈ウィリアム・ボガート〉）
- インディ・ジョーンズ/若き日の大冒険
- V（アンドリュー・ドイル神父）※ソフト版
- X-ファイル 第3シーズン『黙示』（サイモン・ゲイツ〈ケネス・ウェルシュ〉）
- 俺がハマーだ! シーズン1 #18（テトラポット）
- 刑事コジャック シーズン1 #1（フランク・タラバ）、#9（ポール・マーチソン）、#17（ケヴィン・ルジョン）
- 刑事コロンボ 策謀の結末（ジョージ・オコンネル）※NHK版
- 三国志演義（荀彧文若〈顧嵐〉）※BS2完全版
- ジェシカおばさんの事件簿
  - シーズン1 #14（ヘンリー・カイル〈ロン・ムーディー〉）
  - シーズン3 #7（ジェイソン・ブライアン〈ジョン・マクマーティン〉）
- ジム・ヘンソンのストーリーテラー（王様〈フィリップ・ジャクソン〉）
- 白い眼（オリバー・ジェームス〈ミッシェル・コクラン〉）
- スーパーキャリア/超巨大空母緊急出動!（スマイス艦長）
- スパイ大作戦（ミゲール〈ヴァレンティン・デ・ヴァーガス〉 他）
- スペース・レイダース（ケーン〈ヘンリー・シルヴァ〉）
- スペース・レンジャーズ3 流刑星からの脱出（マードック特別検事〈レオン・ラッサム〉）
- 0011ナポレオン・ソロ（マックス・シレーテン〈ロイド・ボークナー〉)
- 狙撃者/ボーン・アイデンティティ（フランソワ・ヴィリエ将軍〈アンソニー・クエイル〉）※ソフト版
- ダンディ2 華麗な冒険 #3（TV司会者）、#11（ミッチェル）、#19（セルゲイ・オセロフ〈ゲイリー・レイモンド〉）
- 地上最強の美女たち!チャーリーズ・エンジェル
  - シーズン1 #20（ジョセフ・ユーリン）
  - シーズン3 #6（ジョージ・リトラン）
- 地上最強の美女バイオニック・ジェミー
  - シーズン1 #13（バクスレー）
  - シーズン2 #3（アイスマン）
- 超音速攻撃ヘリ エアーウルフ
  - シーズン1 #6（モートン・エイブラム）
  - シーズン2 #16（ホフマン）
  - シーズン3 #20（フォレスター医師、フィリップス）
- 電撃スパイ作戦 #6（ジャン・ジロー〈ジョナサン・バーン〉）、#8、#16（ビルマの警察署長〈リック・ヤン〉）、#27（警察官）
- 特捜刑事マイアミ・バイス
  - シーズン1 #1（スコット・ホイーラー警部補〈ビル・スミトロヴィッチ〉）、#6（ベン・シュローダー〈ダン・ヘダヤ〉）
  - シーズン2 #1（マイアミ麻薬取締局指揮官〈ビル・スミトロヴィッチ〉）、#19（ルーベン・ルドルフォ〈ダン・ヘダヤ〉）
  - シーズン3 #19（バーネル捜査官）
- 特別狙撃隊S.W.A.T. シーズン1 #5（リチャード・ウォーレン検事）
- 特攻野郎Aチーム
  - シーズン1 #5（ハンク・トンプソン保安官〈エド・ローター〉）
  - シーズン2〜4（ロデリック・デッカー大佐〈ランス・レガルト〉）
- ナイトライダー
  - シーズン1 #7（ポーリー〈ルイー・イライアス）#10（デッカーソン警部〈ドン・ゴードン〉）#15（フィリップ・ロイス〈ジョン・エリクソン〉）と（ドクター〈リチャードソン・モールス〉）
  - シーズン4 #1（偽デボン＝エリオット〈エドワード・マルヘアー〉）#7 （クライスト役/ピーター・マーク・リッチマン〉）#13（ジョナサン・ダットン〈ピーター・マクリーン〉）#21（クロード・ワトキンス〈ジョン・ヴァーノン〉）
- ナイトライダー2010（ジャード〈ブライオン・ジェームズ〉）※VHS版
- ナルニア国物語（ミラース王）
- ニキータ #44まで（ウォルター〈ドン・フランクス〉）
- 100万ドルを取り返せ!（フィリップ・イザード）
- ヒルストリート・ブルース（シド・サーストン〈ピーター・ジュラシック〉）
  - シーズン1 #12・13（ハーヴェイ）
- フリッパー シーズン1 #13（オリヴァー・サイモン〈エド・オロス〉）
- ベイウォッチ シーズン1（ドン・ソープ隊長〈モンテ・マーカム〉）※テレビ東京版
- 冒険野郎マクガイバー シーズン1 #3（コゾフ少佐）、#10（ブラック〈ロバート・ミアノ〉）
- ルーツ（ロバート・カルヴァート）※ソフト版

#### アニメ
- コルドロン
- タンタンの冒険
- ダンボ
- 地上最強のエキスパートチーム G.I.ジョー（ザルタン、コブラソルジャー、バイパー）
- バットマン（アーニー・ストロムウェル）
- わんわん物語（ワニのアル）

#### 人形劇
- サンダーバード（フランク・ウェルズ）※宝達晃一でクレジット

### テレビアニメ
1966年
- 遊星少年パピイ（ノーマック博士）

1969年
- ゲゲゲの鬼太郎（第1作）
- 忍風カムイ外伝（ホテリ〈初代〉）

1971年
- アニメンタリー 決断

1972年
- 科学忍者隊ガッチャマン（ギャラクター隊長、カリグ博士）

1973年
- 荒野の少年イサム
- 侍ジャイアンツ（松宮）
- 新造人間キャシャーン（団長）
- ゼロテスター（ナレーター、警官、科学者、アナウンス 他）

1974年
- ドロロンえん魔くん

1975年
- 勇者ライディーン（1975年 - 1976年、ダルダン）

1977年
- ヤッターマン（モネ）

1978年
- 女王陛下のプティアンジェ（トム）
- ルパン三世 (TV第2シリーズ)

1979年
- ベルサイユのばら（オルレアン公）
- ドラえもん（テレビ朝日版第1期）

1980年
- タイムパトロール隊オタスケマン（リンカーン）
- 釣りキチ三平（滝太郎）
- ニルスのふしぎな旅（カルル）

1981年
- 太陽の牙ダグラム（ヘルムート・J・ラコック）
- 六神合体ゴッドマーズ（1981年 - 1982年、バロン、ビデル、シバール）

1982年
- 怪物くん

1984年
- オヨネコぶーにゃん（お釈迦様）

1985年
- ダーティペア（キング）
- プロゴルファー猿（1985年 - 1986年、スナイパー・ジョー）
- ルパン三世 PARTIII

1986年
- 宇宙船サジタリウス（オルロッグ人の神）
- 三国志II 天翔ける英雄たち（司馬懿）

1989年
- ジャングル大帝（新）（ハゲワシ）
- らんま1/2 熱闘編（九能校長）

1990年
- 勇者エクスカイザー（千代ノ介）

1991年
- 機甲警察メタルジャック（財前会長）　
- 新世紀GPXサイバーフォーミュラ（風見広之）
- 太陽の勇者ファイバード（船長）

1992年
- ヤダモン（シュタイン）

1994年
- 銀河戦国群雄伝ライ（鳳鳴）

1996年
- るろうに剣心 -明治剣客浪漫譚-（ハンス博士）

1997年
- 手塚治虫の旧約聖書物語（セム）

1999年
- THE ビッグオー（アントニー・ガウス）

### 劇場アニメ
- チョロQダグラム（1983年）
- ドキュメント太陽の牙ダグラム（1983年、ラコック）
- ドラえもん のび太の魔界大冒険（1984年、悪魔隊長）
- 銀河鉄道の夜（1985年、警察署長）
- ヴイナス戦記（1989年、チーフ）
- 殺人切符はハート色（1990年、片岡）
- 紅の豚（1992年）[注釈 1]
- 銀河英雄伝説 新たなる戦いの序曲（1993年、ニコラス・ボルテック）

### OVA
- 重戦機エルガイム（1987年、アマンダラ・カマンダラ）
- ダーティペア（1987年、ジョーンズ）
- 銀河英雄伝説（1988年、ニコラス・ボルテック）
- 麻雀飛翔伝 哭きの竜（1988年、甲斐正三）
- TAMA&FRIENDS 3丁目物語（1989年）
- 新カラテ地獄変（1990年、カール・ローラン）
- らんま1/2 学園に吹く嵐! アダルトチェンジひな子先生（1994年、九能校長）
- ヴァンパイアハンター（1997年、デミトリの執事）
- 聖少女艦隊バージンフリート（1998年、達田川長官）

### ゲーム
- コブラII 伝説の男（1991年、サリバン）
- らんま1/2 とらわれの花嫁（1991年、校長）
- らんま1/2 打倒、元祖無差別格闘流!（1992年、校長）
- らんま1/2 町内激闘篇（1992年、校長）
- 聖少女艦隊バージンフリート（1999年、達田川長官）

### 特撮
- バンパイヤ（1969年）※宝達晃一でクレジット
- 円盤戦争バンキッド（1976年、ブイズン中尉の声）
- 超神ビビューン（1976年 - 1977年、カネダマの声、ヨロイボウの声）
- 仮面ライダー (スカイライダー)（1979年 - 1980年、クモンジンの声[注釈 2]、サイダンプの声、グランバザーミーの声、ドブネズコンの声、ドラゴンキングの声）
- 仮面ライダースーパー1（1980年 - 1981年、アリギサンダーの声、キラーナイブの声、イスギロチンの声）
- 兄弟拳バイクロッサー（1985年、キバキラーの声、魔神ゴーラの声、リモギラーの声、イシャーゴンの声）
- 超力戦隊オーレンジャー オーレVSカクレンジャー（1996年、バラハグルマの声）
- 電磁戦隊メガレンジャー（1997年、ギレール / ギガギレール / マッドギレールの声）

### CD
- CDドラマ・JOKER FILE.2（クレイ・スペード博士）
- CDドラマ・北欧神話・伝説1、3（ナレーション）
- 聖少女艦隊バージンフリート ソングス&サウンドトラックス（おとこの夢）
- 新世紀GPXサイバーフォーミュラ PICTURELAND4 SOME・DAY（風見広之）

### CM
- ステーキホリタン

### その他コンテンツ
- 朗読ライブラリー『芥川龍之介作品集』